# Dem Gerechten muss das Licht
Dem Gerechten muss das Licht immer wieder aufgehen (in tedesco, "La luce deve sempre sorgere per il giusto") BWV 195 è una cantata di Johann Sebastian Bach.

## Storia
La cantata nuziale Dem Gerechten muss das Licht venne composta in momenti diversi. Fu scritta nel 1727, venne rivista nel 1742 e modificata nuovamente fra l'agosto 1748 e l'ottobre 1749. La prima versione consisteva di otto movimenti, cinque prima della cerimonia e tre dopo. Nella versione finale, Bach ridusse i movimenti a sei. L'autore del testo è ignoto.

## Struttura
La cantata è composta per soprano solista, contralto solista, tenore solista e basso solista, coro e orchestra composta da tre trombe, timpani, coppie di flauti ed oboi, archi e basso continuo. Il primo movimento è una fantasia corale impostata sul salmo 97:11-12. Il secondo movimento è un recitativo secco per basso solista e basso continuo. Il terzo è un'aria per basso, coppie di oboi, flauti e continuo. Il quarto è un recitativo per soprano e continuo con flauti ed oboi. Il quinto movimento è una fantasia strutturata nello stesso modo del primo movimento. L'ultima versione della cantata si conclude con l'armonizzazione di un corale di Paul Gerhardt per coro e orchestra, ma con due corni al posto delle tre trombe.